# پتلوفو
پتلوفو (به بلغاری: Petelovo) روستایی در بلغارستان است که در شهرستان چرنوچن واقع شده‌است. پتلوفو ۷٫۲۷۶ کیلومتر مربع مساحت و ۲۸۰ نفر جمعیت دارد.